# قلمرو جنوبگان
|                          |  |                          |
| قلمرو جنوبگان به رنگ آبی |  | قلمرو جنوبگان به رنگ سبز |

قلمرو جنوبگان یکی از هشت قلمرو زیست‌جغرافیایی کره زمین است. این قلمرو شامل اقیانوس منجمد جنوبی و چندین جزیره در اقیانوس اطلس جنوبی و اقیانوس هند است. منطقه منجمد جنوبی سرد و خشک است که آب‌وهوای آن را میلیون‌ها سال پیش گیاهان آوندی واقعاً تحمل نمی‌کردند.
دو گونه گیاه گلدار جنوبگان یعنی علف موئین جنوبگان و صدفی‌سای جنوبگان در مناطق شمالی و باختری شبه جزیره جنوبگان یافت می‌شود.

## جزایر
چندین جزیره قطب جنوب در قلمرو جنوبگان وجود دارد. شامل جزایر جورجیای جنوبی و ساندویچ جنوبی، جزایر اورکنی جنوبی، جزایر شتلند جنوبی، جزیره بووه، جزایر کروزت، جزایر پرینس ادوارد، جزیره هرد، جزایر کرگولن و جزیره مک‌دونالد هستند. این سرزمین‌ها در معرض ورود آب و هوای مطبوع که از سمت اقیانوس منجمد جنوبی هستند.